# Gruevia
Gruevia là một chi bọ cánh cứng trong họ Chrysomelidae.
Chi này được miêu tả khoa học năm 1974 bởi Warchalowski.

## Các loài
Chi này gồm các loài:
- Gruevia angelovi (Gruev & Tomov, 1968)